# SS Jebba
El SS Jebba fue un buque de vapor construido en Middlesbrough en 1896 que naufragó en la costa sur de Devon en 1907. Fue botado como Albertville para la Compagnie Belge-Maritime du Congo (CBMC) y rebautizado como Jebba cuando Elder, Dempster & Co lo adquirió en 1898. Fue el primero de los cuatro buques de la CBMC en llamarse Albertville y el primero de los dos buques de Elder, Dempster en llamarse Jebba.

## Hundimiento

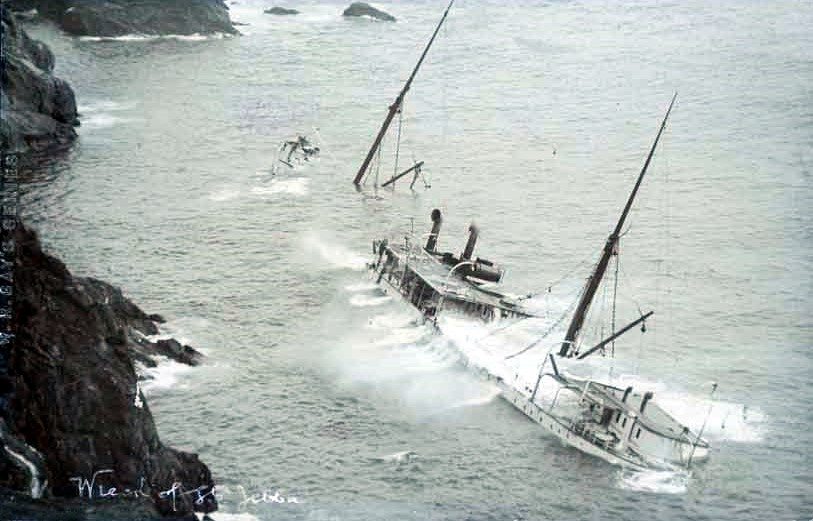
Los restos del naufragio del Jebba inundados en Bolt Tail.

En marzo de 1907, el Jebba navegaba desde Calabar, Lagos, Costa de Oro británica y Gran Canaria hacia Plymouth y Liverpool. Llevaba a 79 pasajeros, muchos de los cuales eran tropas británicas que eran inválidas a casa después de estar estacionadas en África Occidental. También transportaba correo y un cargamento que incluía caucho, aceite de palma, semillas de palma, café, cacao, frutas y al menos una pequeña cantidad de marfil. En la niebla de la noche del 18 de marzo, su tripulación sobrepasó el faro de Eddystone y chocó contra rocas debajo de los acantilados de Bolt Tail.
El Jebba fue el segundo transatlántico que encalló en esa parte del Canal de la Mancha esa noche. Unas horas antes, el  White Star Liner Suevic de 12.500 TRB había encallado en Stag Rock, frente a Lizard Point, Cornwall, a unas 54 millas náuticas (100 km) al oeste de donde Jebba había golpeado Bolt Tail.
El capitán del Jebba, el capitán JJC Mills, RNR , ordenó que se dispararan bengalas de socorro y extinguieron los hornos del barco para evitar una explosión de la caldera. El bote salvavidas Hope Cove pronto llegó a Jebba, que estaba de costado contra las rocas al pie del acantilado. Pero no había espacio para que el bote salvavidas alcanzara el lado de sotavento del Jebba, y no era seguro efectuar un rescate desde su lado de barlovento.
Dos lugareños, Isaac Jarvis y John Argeat (algunas fuentes dicen Argeant, otras Argent), descendieron los acantilados de 200 pies (61 m). Los relatos difieren en cuanto a si los miembros de la tripulación de Jebba dispararon un cabo a tierra mediante un cohete, o Jarvis y Argeat arrojaron un cabo al barco, cargado con una piedra en el extremo. De cualquier manera, se aseguró una línea entre el barco y la costa, y se ató a la línea una silla de contramaestre o una boya tipo pantalón (nuevamente, las cuentas difieren). De esta manera, los 79 pasajeros y 76 tripulantes fueron llevados a tierra de forma segura, uno a la vez. Una vez en tierra, los 155 supervivientes fueron ayudados a llegar a la cima de los acantilados. Dos hombres de la Guardia Costera de HM y un hombre de Aduanas de HM trabajaron con Jarvis y Argeat en el rescate. También fueron llevados sanos y salvos a tierra un chimpancé, tres monos y numerosos loros.

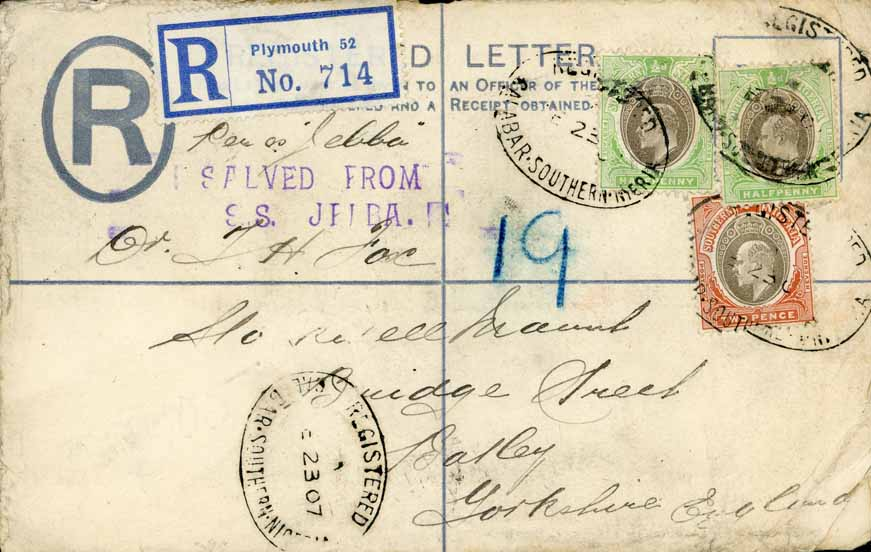
Sobre certificado de Old Calabar, Nigeria, rescatado del Jebba.

El Jebba se inundó poco después del rescate, pero la mayor parte de su correo y carga finalmente se rescataron, al igual que los componentes valiosos que pudieron retirarse de manera segura. La Oficina General de Correos estampó las palabras "SALVADO DE SS JEBBA" con tinta violeta en cada artículo superviviente, antes de reenviarlo a su destinatario. Estos sobres son ahora valiosas piezas de colección filatélica.
A instancias personales de Eduardo VII, la Junta de Comercio otorgó su Medalla de Bronce a cinco hombres: Jarvis y Argeat, además de los hombres de la Guardia Costera de SM Edwin Purslow y Robin Hayter, y el oficial de Aduanas de SM William Day. La Liverpool Shipwreck and Humane Society otorgó a Jarvis y Argeat su Medalla de Plata Marina. El 7 de mayo de 1907, una investigación de la Junta de Comercio encontró al capitán Mills culpable de la pérdida de su barco y suspendió su certificado de capitán durante seis meses.

## Pecio
El mar rompió aquellas partes del pecio del Jebba que no fueron rescatadas, pero partes aún eran visibles en la década de 2000. Entre las rocas se podían identificar su proa, popa, timón, una de sus calderas y algunos de los miembros de la estructura de su casco. Buceadores recreativos han visitado los restos del naufragio, que se encuentran a menos de 30 pies (9 m) de agua. En 1971, un buzo recuperó de los restos del naufragio un plato que llevaba el nombre original del barco, Albertville.